# Joanna Chatton
Joanna Chatton, född 15 oktober 1970 i Lidköping, är en svensk skådespelare.

## Biografi
Chatton har en svensk mor och en fransk far. Vid 14-års ålder började hon arbeta som modell och medverkade i olika reklamkampanjer, bland annat för Coca-Cola och Revlon. Hon har studerat filosofi samt psykologi vid Lunds Universitet och gick på Actors Studio 1990 i USA. 
Hon arbetade som skådespelerska främst under 1990-talet och deltog bland annat i Ladri di cinema av Piero Natoli, Ovosodo av Paolo Virzì och Liberate i pesci! av Cristina Comencini.
År 2002 påbörjade Chatton studier vid Accademia di belle arti di Roma där hon avlade examen år 2006. 
Efter att ha lagt skådespelarkarriären på hyllan, blev Joanna Chatton år 2020 förskollärare.

## Filmografi
- Chicken Park, regisserad av Jerry Calà (1994)
- Ladri di cinema, regisserad av Piero Natoli (1994)
- Peggio di così si muore, regisserad av Marcello Cesena (1995)
- Cuori al verde, regisserad av Giuseppe Piccioni (1996)
- Esercizi di stile, diverse regissörer (1996)
- Stressati, regisserad av Mauro Cappelloni (1997)
- Ovosodo, regisserad av Paolo Virzì (1997)
- Abbiamo solo fatto l'amore, regisserad av Fulvio Ottaviano (1998)
- Just Married,  regisserad av Joanna Chatton (kortfilm, 1998)
- Liberate i pesci!  regisserad av Cristina Comencini (1999)